# Федько-халамидник
«Федько-халамидник» — оповідання українського письменника, політичного та громадського діяча Володимира Винниченка, написане в 1911 році.

## Зміст твору
Федько був розбишакуватим хлопцем. Він міг вибити з рогатки шибку, зруйнувати піщаний будинок, відбирати у когось повітряного змія, побитися з однолітками, тощо. Через неабияку силу битися з Федьком було марно, лише батько, дізнавшись про синові витівки, нерідко шмагав його паском. Разом з тим Федько не любив брехати й не видавав товаришів, за що його поважали однолітки і дорослі. За те, що чесно зізнавався у скоєному, батько дарував йому копійку.
Толя — син господаря, в якого винаймали житло батьки Федька. На противагу Федьку, він був тендітний і слабкодухий хлопчик, який хотів бути сміливим, сильним, авторитетним, як Федько. Батьки Федька забороняли йому спілкуватися з Толею. Але Федько щоразу підбурював Толю своїми вчинками на нетипову для цього делікатного хлопчика поведінку. Навесні, під час криголаму на річці, Федько похвалився перед іншими хлопцями, що допомагав врятувати дошки з мосту, який знесла крига. Повагавшись, Толя пішов з рештою хлопців, Спіркою (Спиридоном) та Стьопкою (Степаном) подивитись як пливе крига, прогулявши уроки в школі. Федько побився об заклад з Толею на ножик з кістяною ручкою, що зуміє перебратися по крижинах на інший берег. А сам у разі невдачі пообіцяв віддати Толі живого чижика.
Незважаючи на смертельну загрозу, Федько перебрався по крижинах з одного берега на інший, а потім повернувся назад. Побачивши, який безстрашний Федько, як захоплюються його сміливістю люди, що стояли на березі, Толя непомітно від усіх стрибнув на крижину. Але те, що з берега здавалось йому легким завданням, насправді виявилось нездоланною перешкодою. Він злякався, розплакався, почав благати допомоги. На допомогу йому прийшов Федько, йому вдалося виштовхнути Толю на берег, а сам він впав у холодну воду, звідки Федька витягнули Стьопка, Спірка та інші хлопці.
Дізнавшись про небезпечні забавки, батько Толі сильно розгнівався. Федько, пожалівши Толю, взяв усю провину на себе. Ввечері батько Федька, незважаючи на сильний жар і кашель у хлопця, відшмагав його за скоєне. Провівши три дні в гарячці, Федько помер. На його похорон прийшли всі друзі, хлопці з сусідніх вулиць. А Толя визирав з вікна — йому було цікаво, як ховатимуть халамидника — і грався з чижиком, якого забрав у матері Федька, збрехавши, що виграв його.

## Особливості твору
Оповідання належить до серії творів Володимира Винниченка про дітей. Воно побудоване на контрастах, передусім соціальних. Так, Федько — син робітника в друкарні, тоді як Толя — син людей з вищого прошарку суспільства, на чому ґрунтуються упередження інших персонажів щодо них. Попри негативні відгуки про Федька з боку його батьків і сусідів, він все ж викликає симпатію, особливо протиставляючись Толі, котрий має хорошу репутацію, але брехливий і боягузливий, що доповнюється фізичною кволістю. Розбишакування Федька потребують мужності та сили волі, а своє головне правило — не брехати, він не порушує аж до випадку з Толею. Проте навіть там він каже, нібито штовхнув Толю на крижину, тільки щоб врятувати Толю від покарання батьком, і тим самими зберегти його гарну репутацію. Толя при цьому постає людиною невдячною, навіть підлою, приховуючи правду. За зовнішніми негативними рисами Федька виявляються позитивні, натомість з Толею відбувається навпаки. Водночас обоє хлопчиків прагнуть зберегти свій образ. Щоправда, Толя — з егоїстичних міркувань, а Федько — з альтруїстичних.
Розбишацтво Федька — це форма самовиявлення, заперечення спокою, протест проти пригноблення його як особистості. Смерть Федька інтерпретується як наслідок взаємної відстороненості хлопця від дорослих, які не бажають допомагати «халамиднику», «шибенику», коли той опиняється в небезпеці.
На думку українського літературознавця Володимира Панченка, «Федько-халамидник» — біографічне оповідання, «автопортрет». В ньому приховано історію конфлікту самого Винниченка з іншими українськими письменниками та протиставлення України Російській імперії. Сам Винниченко постає як Федько, а його негативні характеристики натякають на конфлікт з друзями та прихильниками починаючи з 1907 року, коли Євген Чикаленко, Сергій Єфремов, Леся Українка, Симон Петлюра, Володимир Леонтович та інші критикували Винниченка за експериментування у сфері «нової моралі», натхненної творчістю Фрідріха Ніцше, за надмір публіцистики у п'єсах і романах, «проповідництво». Примітна його різка реакція на відмову російського письменника Максима Горького публікувати його оповідання «Те ж саме». Коли той відмовив, Винниченко вирішив не публікувати твір і українською: «Я не хочу, щоб в українській літературі появлялось щось моє, чого не схотіли б в російській літературі. Українська література не повинна буть смітником, куди можна скидати все негодяще». Як і його персонаж Федько, Винниченко високо цінував самоствердження, зокрема визнання українців нацією, рівною іншим великим націям. Тут слід зауважити, що Винниченко був прихильником соціалістичних ідей, революції зі знищенням тодішніх панівних суспільних класів, і лишився розчарованим, коли не здобув підтримки серед свого оточення.